# Urbar, Rhein-Hunsrück
Urbar là một đô thị ở huyện Rhein-Hunsrück bang Rheinland-Pfalz, phía tây nước Đức.